# Vehicul cu propulsie alternativă
Un vehicul cu propulsie alternativă este un vehicul propulsat altfel decât prin motoare alimentate cu combustibili petrolieri convenționali (benzină sau motorină), sau a căror tehnologiile de propulsie nu se bazează doar pe combustibilii petrolieri (ex. automobile electrice, hibride (en), solare (en)). Datorită unui complex de factori, cum ar fi cerințele de mediu și epuizarea zăcămintelor de petrol, urmată de creșterea prețului petrolului, dezvoltarea unor sisteme de propulsie alternative a devenit o prioritate pentru producătorii de autovehicule și guverne.
Vehiculele electrice hibride, cum ar fi Toyota Prius, nu sunt vehicule cu propulsie alternativă, dar prin utilizarea tehnologiilor avansate privind acumulatorii și motoarele electrice folosesc mai economic combustibilii petrolieri. Alt domeniu de cercetare se ocupă de dezvoltarea vehiculelor electrice și a celor cu pile de combustie, și chiar a celor propulsate de energia stocată în aerul comprimat.
În 2011, în lume erau mai mult de un miliard de vehicule în uz, comparativ cu peste 100 de milioane de vehicule cu propulsie alternativă, de tipul:
- Circa 48 de milioane de automobile, motociclete și furgoane (en) produse în lume până la mijlocul anului 2015, dintre care în Brazilia 29,5 milioane (la mijlocul anului 2015),[4][5] în SUA 17,4 milioane (la sfârșitul anului 2014),[6] în Canada peste 600 000 (în 2008),[7] iar în Suedia 243 100 (până în decembrie 2014).[8][9][10] Parcul brazilian de vehicule policarburant (en) cuprinde peste 4 milioane de motociclete produse între 2009–2015.[5] În Brazilia 65% din utilizatorii vehiculelor poicarburant foloseau în 2009 etanolul regulat.[11]
- 22,7 milioane de vehicule pe gaz natural (en), din care în China 4,4 milioane, în Iran 4,00 milioane, în Pakistan 3,70 milioane, în Argentina 2,48 milioane, în India 1,80 milioane și în Brazilia 1,78 milioane.[12]
- 24,9 milioane pe GPL în decembrie 2013, din care în Turcia 3,93 milioane, în Coreea de Sud 2,4 milioane, în Polonia 2,75 milioane.[13]
- Până în iulie 2015 în lume au fost comercializate peste 10 milioane de vehicule electrice hibride, Toyota Motor Company (TMC) cu peste 8 milioane de Lexus și alte tipuri hibride,[14][15][16] și Ford Motor Company cu peste 424de mii de vahicule hibride vândute în SUA.[17][18][19][20][21] Cel mai vândut tip de vehicul electric hibrid este din familia Toyota Prius, cu 5,264 milioane vândute,[22] din care 3,527 milioane din modelul modernizat și 1,08 milioane modelul clasic, respectiv 582 de mii alte variante.[22] Japonia și SUA sunt cele mai mari piețe de desfacere, Japonia cu 4 milioane și SUA cu peste 3,5 milioane.[23][24][20] În Europa vânzările până în 2014 au fost de peste 925 000.[25][26][27]
- 5,7 milioane de vehicule pe etanol produse în Brazilia din 1979,[28] dintre care în 2003 erau încă în uz 2,4–3,0 milioane.[29][30] and 1.22 million units as of December 2011.[31]
- În 2015 existau în lume peste un milion de vehicule electrice cu performanțe care le permit circulația pe autostradă,[32] dintre care în SUA peste 363 000 livrate după 2008, în China peste 157 000 din 2011, iar în Japonia peste 121 000 din 2009. În Europa există 66 000 în Norvegia, 61 000 în Olanda și 59 000 în Franța.[32] Cel mai vândut tip de mașină este Nissan Leaf, 200 000 de bucăți, urmat de hibridul reîncărcabil Chevrolet Volt, care, comercializat în Europa sub denumirea de Opel/Vauxhall Ampera a fost produs în circa 100 000 de bucăți. Al treilea este Tesla Model S, cu 85 000 de bucăți vândute.[32]

În domeniul vehiculelor grele, în 2015 în China există peste 65 000 de autobuze și autogunoiere.
O analiză din septembrie 2015 privind impactul de mediu a indicat că ansamblul principiilor ecologice primează asupra orientării spre un singur obiectiv, de exemplu tipul de combustibil.